# Iglesia de Santa María de Atienza (Huete)
La iglesia de Santa María de Atienza es un edificio en ruinas de la localidad española de Huete, en la provincia de Cuenca.

## Descripción

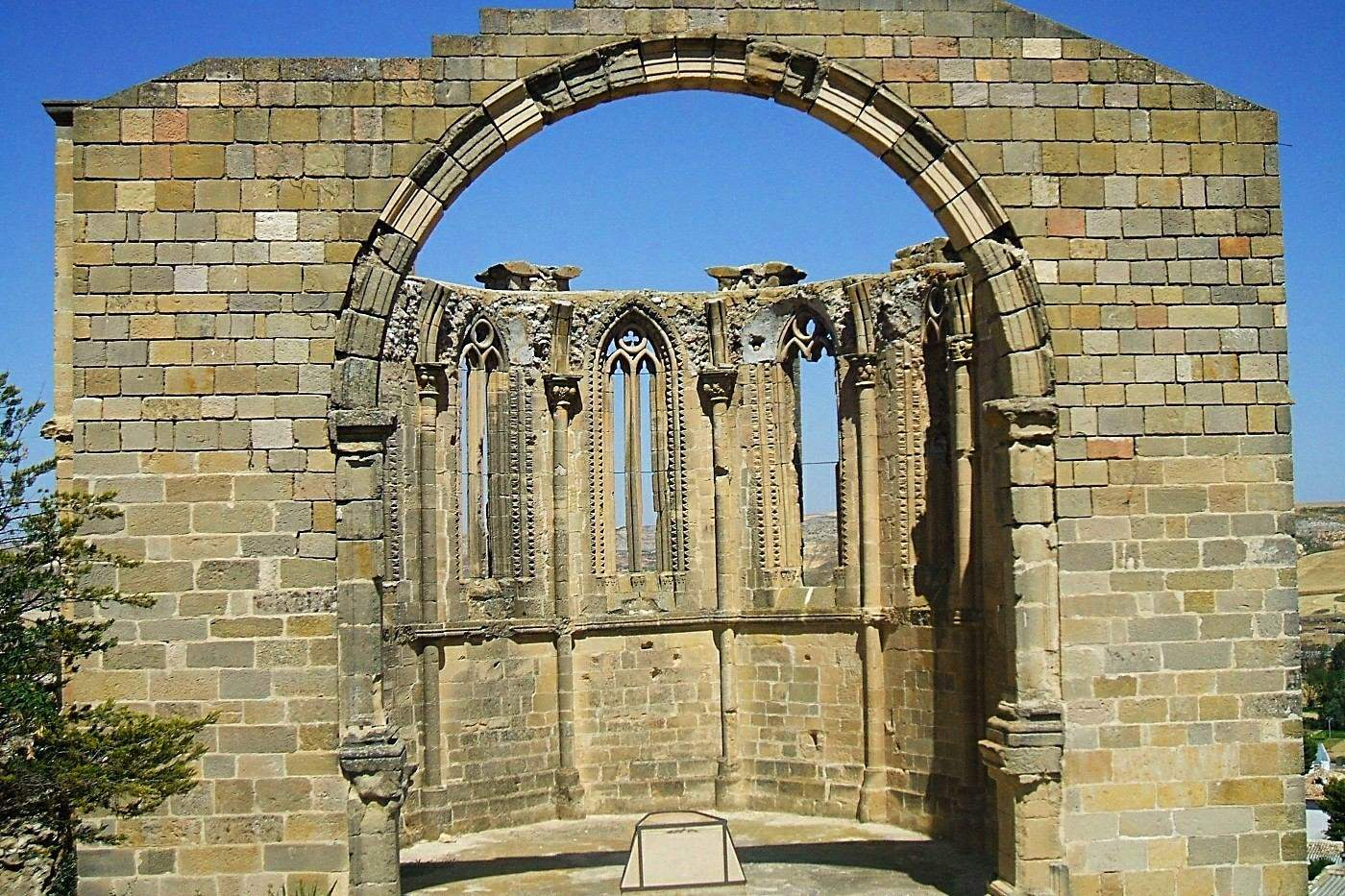
Vista de las ruinas

La iglesia de Santa María de Atienza está ubicada en la localidad conquense de Huete, en Castilla-La Mancha. De este templo gótico, que se encuentra en ruinas, se conservan los restos de un ábside.
El inmueble fue declarado monumento histórico-artístico con carácter nacional el 12 de noviembre de 1982, mediante un real decreto publicado el día 29 de ese mismo mes en el Boletín Oficial del Estado, con la rúbrica del rey Juan Carlos I y la ministra de Cultura Soledad Becerril Bustamante.
En la actualidad está catalogado como bien de interés cultural, con la categoría de monumento.